# Miguel Portela
Miguel Portela de Morais (ur. 4 marca 1974 w Lizbonie) – portugalski prawnik i rugbysta grający na pozycjach  środkowego lub skrzydłowego ataku, reprezentant kraju, uczestnik Pucharu Świata w 2007 roku.
Podczas kariery sportowej związany był z klubami Rugby Club Lisboa i Grupo Desportivo Direito, z którymi występował również w europejskich pucharach.
W reprezentacji Portugalii w latach 1996–2010 rozegrał łącznie 62 spotkania zdobywając 33 punkty. W 2007 roku został powołany na Puchar Świata, na którym wystąpił w trzech meczach swojej drużyny.
Był też członkiem kadry kraju w rugby siedmioosobowym, z którą wystąpił między innymi na Pucharze Świata w 2001.
Wystąpił w meczu upamiętniającym siedemdziesięciopięciolecie powstania FIRA, brał także udział w turniejach golfowych.
Z wykształcenia był prawnikiem. Jego syn Jerónimo także został rugbystą, z reprezentacją Portugalii uczestniczył w Pucharze Świata w Rugby 2023.